# FIFA Futsal Tournament
I tre tornei denominati FIFA Futsal Tournament furono delle manifestazioni sportive di calcio a 5 organizzate dalla FIFA tra il 1986 ed il 1987 al fine di sviluppare e promuovere il proprio concetto di calcio a 5 in antagonismo al gioco allora maggiormente diffuso e organizzato a livello mondiale dalla FIFUSA.
Dal 1989, anno della prima edizione del FIFA Futsal World Championship, il torneo ha cessato di essere disputato, nonostante questo, sono stati disputati ad intervalli irregolari delle manifestazioni analoghe, composte da formazioni nazionali presenti per invito, chiamate per convenzione Mundialito ma che hanno assunto diverse specifiche denominazioni a seconda del paese e del contesto di svolgimento. Tali trofei non sono riconosciuti dalla FIFA.

## Storia della competizione
Il primo torneo venne svolto dal 18 novembre al 20 novembre 1986 a Budapest, in Ungheria. Furono invitate otto formazioni in rappresentanza di Europa e America in un rapporto di 5:3. Fu netto il dominio delle nazionali europee che conquistarono i quattro posti in semifinale. La vittoria fu ad appannaggio dell'Ungheria che batté per 4-1 dopo i tiri di rigore i Paesi Bassi.
La seconda edizione fu svolta tra il 9 febbraio ed il 13 febbraio 1987 a La Coruña, in Spagna. L'assenza del Paraguay liberò un posto per la selezione portoghese che giunse sesta, la vittoria fu per la squadra di casa: dopo aver eliminato il Brasile in semifinale, la Spagna ebbe la meglio sul Belgio nella finale.
L'ultima edizione del torneo si svolse tra il 13 settembre ed il 17 settembre 1987 a Brasilia, e vide la partecipazione di 10 squadre con una preponderanza delle americane (6:4 sulle europee). Il vantaggio numerico fu anche un vantaggio qualitativo: Brasile e Paraguay si giocarono la finale, con quest'ultima che ebbe la meglio per 5-4 dopo i calci di rigore.

## Edizioni
| Novembre 1986  | Budapest Ungheria | Ungheria | 1 - 1 (3-0 DCR) | Paesi Bassi | Italia      | 2 - 0 | Belgio      |
| Febbraio 1987  | La Coruña Spagna  | Spagna   | 1 - 1 (5-4 DCR) | Belgio      | Brasile     |       | Paesi Bassi |
| Settembre 1987 | Brasilia Brasile  | Paraguay | 2 - 2 (4-3 DCR) | Brasile     | Paesi Bassi | 4 - 2 | Belgio      |